# Carol Espíndola
Carol Espíndola (Puebla, México; 29 de enero de 1982) es fotógrafa, educadora y ensayista mexicana. En su obra retoma las representaciones del cuerpo femenino presentes en obras icónicas del arte universal, mostrando el cuerpo femenino desnudo como símbolo de empoderamiento y provocación. Es ganadora de la 11th Juried Annuale- International Photography Competition, The Light Factory Gallery (EE. UU. 2019). Ganadora del Premio de Ensayo 2016 “Emmanuel Carballo” (México, 2016). Vive y trabaja en Tlaxcala, México.

## Trayectoria
Inicia su formación como fotógrafa de forma autodidacta desde el año 2000. Es egresada de la licenciatura en Ciencias de la Educación por la Universidad Autónoma de Tlaxcala y, a partir del 2010, combina su producción artística con la docencia, enfocando su trabajo a los niños, niñas, jóvenes y mujeres. En 2014 estudia el Seminario de Fotografía Contemporánea 2014 del Centro de la Imagen y el Centro de las Artes de San Agustín.
Desde 2012, funda y dirige el Laboratorio de Arte y Fotografía, una plataforma de formación de públicos enfocada a la educación, curaduría y desarrollo de proyectos relacionados con la fotografía y el arte contemporáneo.
En 2015  formó parte de la exposición Todo por ver  en el  Foto Museo Cuatro Caminos y De obscena belleza en el espacio de exposición Hydra+Fotografía en la Ciudad de México.
Participó en la exposición Cartografías Íntimas organizado por Casa de América, en Madrid como parte del festival Photoespaña 2016. 
Su obra pertenece al acervo del Museo de Arte de Tlaxcala, al Centro de Investigación y Documentación de las Artes Visuales de Tlaxcala.
Durante el 2017, participó en la exhibición Vitamina A. Nueva generación de fotógrafas en México, muestra organizada por el Centro de la Imagen en la Biblioteca Vasconcelos de la Ciudad de México.
En su participación como ponente en el Festival Internacional de fotografía: FOTOMÉXICO  2019, Releyendo el canon desde la perspectiva de género organizado por el Museo Amparo, hace una crítica sobre la omisión de las mujeres en la historia de la fotografía y lo relaciona con su propia obra fotográfica.
En su serie El origen de la mujer (2018), la autora trabaja con la técnica del collage, reutilizando y apropiándose de imágenes de libros de biología, teoría evolutiva y contenido de internet. Con este proyecto ella busca “reflexionar sobre la ausencia del cuerpo femenino desnudo por las connotaciones sexuales que se le atribuyen”.
En 2021 forma parte de la exhibición virtual A drop of sweat for every sigh por Art Code Space curada por Yudinela Ortega, Geografías Domésticas, la exhibición anual de Casa Familiar, conmemorando el Día de la Mujer en The FRONT Arte Cultura y Somos una, somos muchas en la Galería Abierta de las Rejas de Chapultepec  en el marco del festival Tiempo de mujeres del Gobierno de la Ciudad de México.
Participó en el coloquio Ellas hablando de la mujer organizado por la Facultad de Filosofía y Letras de la Benemérita Universidad Autónoma de Puebla, así como en otros foros y conversatorios.
Entre sus series de obras expuestas se encuentran La Corteza de Venus y La Atlántida.
Es autora de la columna Pese a todo, publicada por el Laboratorio de Arte y Fotografía y para el sitio web venezolano ESPACIO GAF. Sus fotografías han sido publicadas en revistas como Tierra Adentro, Revista de la UNAM, CREATORS de Vice, L’OEil de la Photographie y Pícnic.

## Obra
En sus obras fotográficas utiliza el collage (montaje fotográfico), reutilizando y reapropiándose de material de otros; también incorpora su propio cuerpo para visibilizar el 'cuerpo femenino' y cuestionar la idealización del mismo en el arte. Utiliza el concepto de objeto escultórico para el cuerpo, y también retoma arquetipos mitológicos como Venus. Ha realizado intervenciones de personajes y obras de la historia del arte.
En su serie La corteza de Venus, explora el autorretrato con acciones perfomáticas para la cámara para abordar el tema de la autoaceptación del cuerpo y el paso del tiempo sobre el cuerpo femenino.
Con La Atlántida, o la utopía del cuerpo femenino, cuestiona los estereotipos de belleza que se imponen a las mujeres y se apropia de imágenes que provienen del mundo del arte o de la literatura de las utopías, para construir un discurso que provoca y
En la pieza Sobre el jardín de las delicias decidió borrar las figuras humanas del tríptico de El Bosco para colocarse a sí misma en el paisaje.
Su más reciente proyecto El origen de la mujer, combina fotografía, collage, estudios de anatomía y teoría evolutiva, para hacer manifiesta la omisión de la mujer en la ciencia y cuestiona la carga sexual que se impone al cuerpo femenino desnudo.

### Publicaciones
- Sobredosis de Fotografía. 2016[19]

## Reconocimientos
- 2018-2021 Becaria del Sistema Nacional de Creadores de Arte del Fondo Nacional para la Cultura y las Artes.
- 2019 Ganadora de la 11th Juried Annuale- International Photography Competition, The Light Factory Gallery.[1]
- 2016 Ganadora del Premio de Ensayo 2016 “Emmanuel Carballo”.[20]
- 2016 Finalista en el 2º Concurso Internacional de Fotografía San José Foto 2016.[21]
- 2015 Becaria en la categoría de Jóvenes Creadores de Fondo Nacional para la Cultura y las Artes.
- 2014 Ganadora del Premio Tlaxcala de Artes Visuales, en la categoría de fotografía.[22]
- 2005 Ganadora del Premio Tlaxcala de Artes Visuales, en la categoría de fotografía análoga.

## Ponencias
- 2019 La fotografía como voz pública de las mujeres. Encuentro Internacional de Fotografía FotoMéxico 2019 del Centro de la Imagen, Museo Amparo.
- 2019 De cuándo habitamos el cuerpo. Jornadas de estudio Georges Perec y la creación contemporánea, auditorio de MUAC/UNAM
- 2016 De lo íntimo y el cuerpo. Diálogos en torno a la XVII Bienal de Fotografía. Centro de la Imagen Ciudad de México.
- 2016 Mirar el cuerpo. Instituto Potosino de Bellas Artes, San Luis Potosí, México. F
- 2015 La fotografía como acto de fe. Encuentro Nacional de Fototecas SINAFO, Pachuca, Hidalgo, México.
- 2015 Panorama de la fotografía contemporánea. Fotografía para conversar. Museo de Arte de Tlaxcala, Tlaxcala, México.

## Exposiciones
Como parte de los proyectos que desarrolla en el Laboratorio de Arte y Fotografía, ha realizado las siguientes curadurías en colaboración con el fotógrafo y archivista Guillermo Serrano Amaro:
- 2020 IMAGINARIO/IMAGINAIRE. Un encuentro cultural entre Atltzayanca y Francia. Festival Atltzafrancia 2020, Galería del Agua. Tlaxcala. México.
- 2019 Anacrónica. Desusos de la imagen y el texto. FotoMéxico Festival Internacional de Fotografía. Galería abierta de la Secretaría de Cultura. Tlaxcala. México.[23]
- 2019 Anacrónica. Desusos de la imagen y el texto. FotoMéxico Festival Internacional de Fotografía. Galería Espacio GAF. Monterrey, N. L. México.[24]
- 2019 Ahuili-Fasnacht. Carnavales de Bienne, Suiza y Puebla, México. Museo de la No Intervención, Fuerte de Loreto. Puebla, México.[25]
- 2018 Extrapolar. Exhibición de resultados del programa de residencias de producción para fotógrafos de Nuevo León en Tlaxcala. CONARTE, Laboratorio de Arte y Fotografía (LAFO) y Galería del Agua. Tlaxcala, México.
- 2017 Los tlaxcaltecas más distinguidos. Museo de la Plástica de Tlaxcala. Tlaxcala, México.[26]
- 2017 Programa de Residencias de Producción Artística Atltzayanca. Laboratorio de Arte y Fotografía (LAFO) y Galería del Agua. Tlaxcala, México.